# Mark Woodforde
Mark Woodforde (Adelaide, 23 de setembro de 1965) é um ex-tenista profissional australiano, que foi nº 19 do mundo em simples e número 1 do mundo em duplas.
Considerado um dos maiores duplistas da história, Mark Woodforde ganhou 12 títulos de duplas de Grand Slam, 11 deles ao lado de Todd Woodbridge e um com John McEnroe. Junto com Woodbridge, ele ganhou a medalha de ouro nas duplas das Olimpíadas de Atlanta em 1996 e a medalha de prata nos Jogos Olímpicos de Sydney em 2000. Além disso, foi bicampeão do ATP World Tour Finals nas duplas, defendeu 24 vezes a Austrália na Copa Davis e integrou o time campeão da Davis em 1999.
Também obteve cinco títulos de Grand Slam em duplas mistas.
Teve seu nome incluso do International Tennis Hall of Fame em 2010.

## Grand Slam finais

### Duplas: 16 (12 títulos, 4 vices)
| Posição | Ano  | Campeonato      | Piso   | Parceiro        | Oponentes                       | Placar                      |
| Campeão | 1989 | US Open         | Duro   | John McEnroe    | Ken Flach Robert Seguso         | 6–4, 4–6, 6–3, 6–3          |
| Campeão | 1992 | Australian Open | Duro   | Todd Woodbridge | Kelly Jones Rick Leach          | 6–4, 6–3, 6–4               |
| Campeão | 1993 | Wimbledon       | Grama  | Todd Woodbridge | Grant Connell Patrick Galbraith | 7–6, 6–3, 7–6               |
| Campeão | 1994 | Wimbledon       | Grama  | Todd Woodbridge | Grant Connell Patrick Galbraith | 7–6, 6–3, 6–1               |
| Vice    | 1994 | US Open         | Duro   | Todd Woodbridge | Jacco Eltingh Paul Haarhuis     | 3–6, 6–7(6)                 |
| Campeão | 1995 | Wimbledon       | Grama  | Todd Woodbridge | Rick Leach Scott Melville       | 7–5, 7–6, 7–6               |
| Campeão | 1995 | US Open         | Duro   | Todd Woodbridge | Alex O'Brien Sandon Stolle      | 6–3, 6–3                    |
| Campeão | 1996 | Wimbledon       | Grama  | Todd Woodbridge | Byron Black Grant Connell       | 4–6, 6–1, 6–3, 6–2          |
| Campeão | 1996 | US Open         | Duro   | Todd Woodbridge | Jacco Eltingh Paul Haarhuis     | 4–6, 7–6, 7–6               |
| Campeão | 1997 | Australian Open | Duro   | Todd Woodbridge | Sébastien Lareau Alex O'Brien   | 4–6, 7–5, 7–5, 6–3          |
| Vice    | 1997 | Roland Garros   | Saibro | Todd Woodbridge | Yevgeny Kafelnikov Daniel Vacek | 6–7(12), 6–4, 3–6           |
| Campeão | 1997 | Wimbledon       | Grama  | Todd Woodbridge | Jacco Eltingh Paul Haarhuis     | 7–6, 7–6, 5–7, 6–3          |
| Vice    | 1998 | Australian Open | Duro   | Todd Woodbridge | Jonas Björkman Jacco Eltingh    | 2–6, 7–5, 6–2, 4–6, 3–6     |
| Vice    | 1998 | Wimbledon       | Grama  | Todd Woodbridge | Jacco Eltingh Paul Haarhuis     | 6–2, 4–6, 6–7(3), 7–5, 8–10 |
| Campeão | 2000 | Roland Garros   | Saibro | Todd Woodbridge | Paul Haarhuis Sandon Stolle     | 7–6, 6–4                    |
| Campeão | 2000 | Wimbledon       | Grama  | Todd Woodbridge | Paul Haarhuis Sandon Stolle     | 6–3, 6–4, 6–1               |

### Duplas Mistas: 7 (5 títulos, 2 vices)
| Posição | Ano  | Campeonato      | Piso   | Parceira                 | Oponentes                               | Placar         |
| Campeão | 1992 | Australian Open | Duro   | Nicole Provis            | Arantxa Sánchez Vicario Todd Woodbridge | 6–3, 4–6, 11–9 |
| Campeão | 1992 | Roland Garros   | Saibro | Arantxa Sánchez Vicario  | lori McNeil Bryan Shelton               | 6-2, 6-3       |
| Campeão | 1992 | US Open         | Duro   | Nicole Provis            | Helena Suková Tom Nijssen               | 4–6, 6–3, 6–3  |
| Campeão | 1993 | Wimbledon       | Grama  | Martina Navrátilová      | Manon Bollegraf Tom Nijssen             | 6–3, 6–4       |
| Vice    | 1993 | US Open         | Duro   | Martina Navrátilová      | Helena Suková Todd Woodbridge           | 3–6, 6–7       |
| Campeão | 1996 | Australian Open | Duro   | Larisa Savchenko Neiland | Nicole Arendt Luke Jensen               | 4–6, 7–5, 6–0  |
| Vice    | 1996 | Wimbledon       | Grama  | Larisa Savchenko Neiland | Helena Suková Cyril Suk                 | 6–1, 3–6, 2–6  |